# Retablo del Rosario (Catedral de Orense)
El retablo del Rosario es una obra escultórica religiosa realizada por Juan de Angés en 1592. Está ubicado en la capilla homónima de la Catedral de Orense, en Galicia (España).

## Historia

### Capilla
La capilla en la que se ubica el retablo estuvo dedicada a San Lucas y la misma albergó una imagen del santo hasta que en 1937 se produjo el traslado del coro y el trascoro de la catedral, donde se hallaba emplazaba la Capilla del Rosario, fundada en 1592 por Juan de Noboa y Villamarín, tesorero y canónigo de Sevilla, debiéndose su fábrica al cantero Gonzalo Fatón. Por su parte, la capilla dedicada a San Lucas fue fundada en 1603 por Lucas Calderón, maestreescuela y doctoral de la Catedral de Orense, disponiéndose en ella un sepulcro para él y sus descendientes.: p. 62 

### Retablo
El retablo fue encargado por la familia Villamarín al escultor Juan de Angés por un precio de 150 ducados: p. 283  y al pintor Manuel Arnao Leitao por 240 ducados en 1592, siendo la obra objeto de una labor de restauración por parte de Jacobo Vales en 1876.: p. 62  Respecto a la intervención de Leitao, este firmó el 9 de junio de 1592 un convenio con Juan de Noboa y Villamarín para policromar y dorar el retablo y la capilla, sirviendo como fiadores el entallador Roque Salgado y el pintor Pedro Vázquez:

... se han de dorar las molduras de piedra así de cornisas como de arquitrabes y de pilastrones y de arcos y basas y capiteles de columnas [...] y todos los florones y molduras y cartelas del hueco del arco y los campos de la dicha obra han de ser de blanco y azul y en los frisos, así de arcos como de pilastrones, se harán de grutescos de diferentes colores. En los cuatro entrepaños fronteros de los intercolumnios, se harán cuatro historias [...] En el hueco de los dos arcos de los entierros se harán en las fronteras dos historias al fresco o al óleo y en los lados sus artesones y florones de colores [...] Las ropas de las figuras estofadas [...] En el pedestal se harán cuatro historias al óleo y en los seis resaltos de los billotes, seis figuras, las que fueren señaladas por el dicho Tesorero [...] En la pared dentro del arco de las sepulturas, se han de pintar dos escudos de armas...: p. 78 

## Descripción

### Retablo

#### Arquitectura

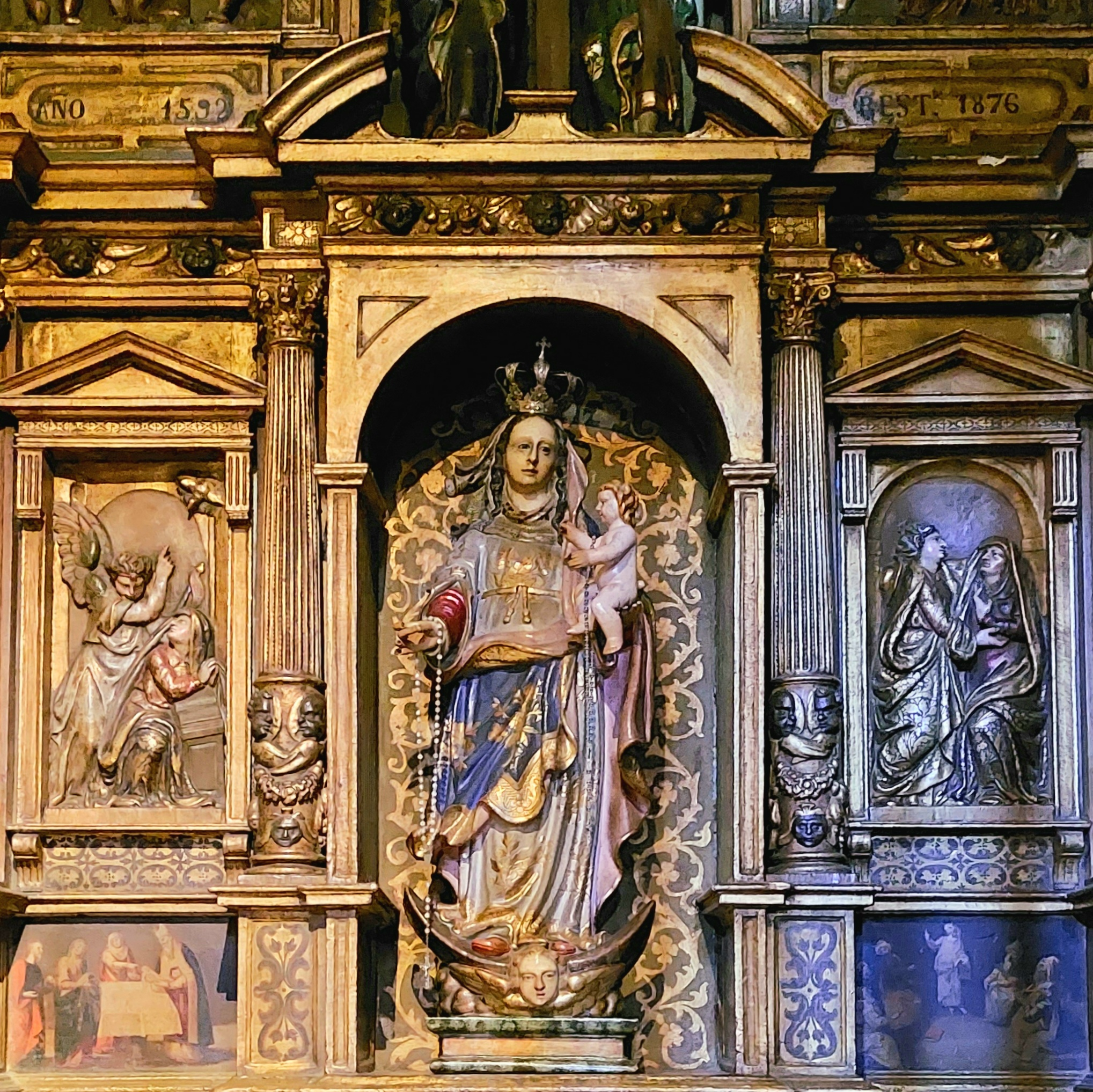
Talla de la Virgen del Rosario, por Francisco de Moure (1628).

El retablo, de estilo romanista, es de un cuerpo con tres calles, dos entrecalles, ático, banco y altar. La hornacina de la calle central, de medio punto, se corona con un frontón partido curvo sostenido por dos columnas de fuste estriado con relieves en el tercio inferior y rematadas por capiteles corintios. Las hornacinas de los extremos están enmarcadas por pilares idénticos a los de la calle central, si bien estas se coronan con frontones triangulares. Entre la calle central y las calles de los extremos destacan bajorrelieves con las escenas de La Encarnación del Hijo de Dios y La Visitación de Nuestra Señora a su prima Santa Isabel bajo frontones clásicos y arcos de medio punto. En el ático se halla un Calvario coronado por un frontón curvo en el que destaca en altorrelieve una imagen de Dios Padre portando un orbe. A ambos lados figuran cuatro escenas de la Pasión de Cristo en bajorrelieve, estando las de los extremos rematadas, al igual que las escenas de la Anunciación y la Visitación, por frontones clásicos, mientras que las otras dos figuran bajo arcos de medio punto. Las escenas representadas son: La oración en el Huerto, La flagelación de Jesús atado a la columna, La coronación de espinas y Jesús con la Cruz a cuestas camino del Calvario (estos cuatro episodios constituyen, junto con el Calvario, los cinco Misterios Dolorosos). Bajo las escenas de La flagelación de Jesús atado a la columna y La coronación de espinas figuran inscritos los años 1592 (fecha de la construcción del retablo) y 1876 (fecha de su restauración). En el banco figuran así mismo cuatro pinturas sobre tabla del siglo xvi obra de Fructuoso Manuel,: p. 284  la mayoría alusivas a episodios de la infancia de Jesús. Las tres primeras son El Nacimiento del Hijo de Dios en el portal de Belén, La presentación de Jesús en el Templo y El Niño Jesús perdido y hallado en el Templo, que junto con la Anunciación y la Visitación conforman los Misterios Gozosos. La cuarta y última pintura corresponde a La venida del Espíritu Santo, único Misterio Glorioso presente en el retablo.

#### Imaginería
Respecto a la imagen de la Virgen del Rosario, esta fue elaborada en 1628 por Francisco de Moure y destaca por ser la última obra que el escultor realizó en Orense (en aquel entonces se encontraba trabajando en el retablo de la Iglesia de Nuestra Señora de la Antigua, en Monforte de Lemos). Además de la imagen titular, a ambos lados se encuentran una imagen del beato Sebastián de Aparicio a la izquierda, obra de Pedro Cañedo fechada en 1896, y a la derecha una escultura del beato Juan Jacobo Fernández, realizada en 2009 por el escultor sevillano Manuel Ramos Corona.: p. 62 

### Otros objetos de interés
En lo que respecta a los demás elementos de la capilla, en los extremos se hallan dos arcosolios con las esculturas orantes a derecha e izquierda respectivamente de Juan de Noboa y Villamarín, cuya estatua luce el hábito clerical, y de un caballero con armadura y yelmo junto a la que se encuentra una talla de San Judas Tadeo bajo un pequeño arco semicircular. Ambas estatuas están realizadas en mármol policromado y fueron contratadas al escultor Antonio Díaz en 1592. Por su parte, la reja renacentista fue encargada en 1603 a Juan Bautista Celma y la misma luce las tres virtudes teologales y las armas del licenciado Calderón. En lo relativo a la talla de San Lucas emplazada con anterioridad en la capilla, esta se encuentra actualmente en el cercano retablo de San Juan.: p. 62  La imagen, fechada entre finales del siglo xvi y principios del xvii, fue elaborada probablemente por Celma.

## Galería de imágenes

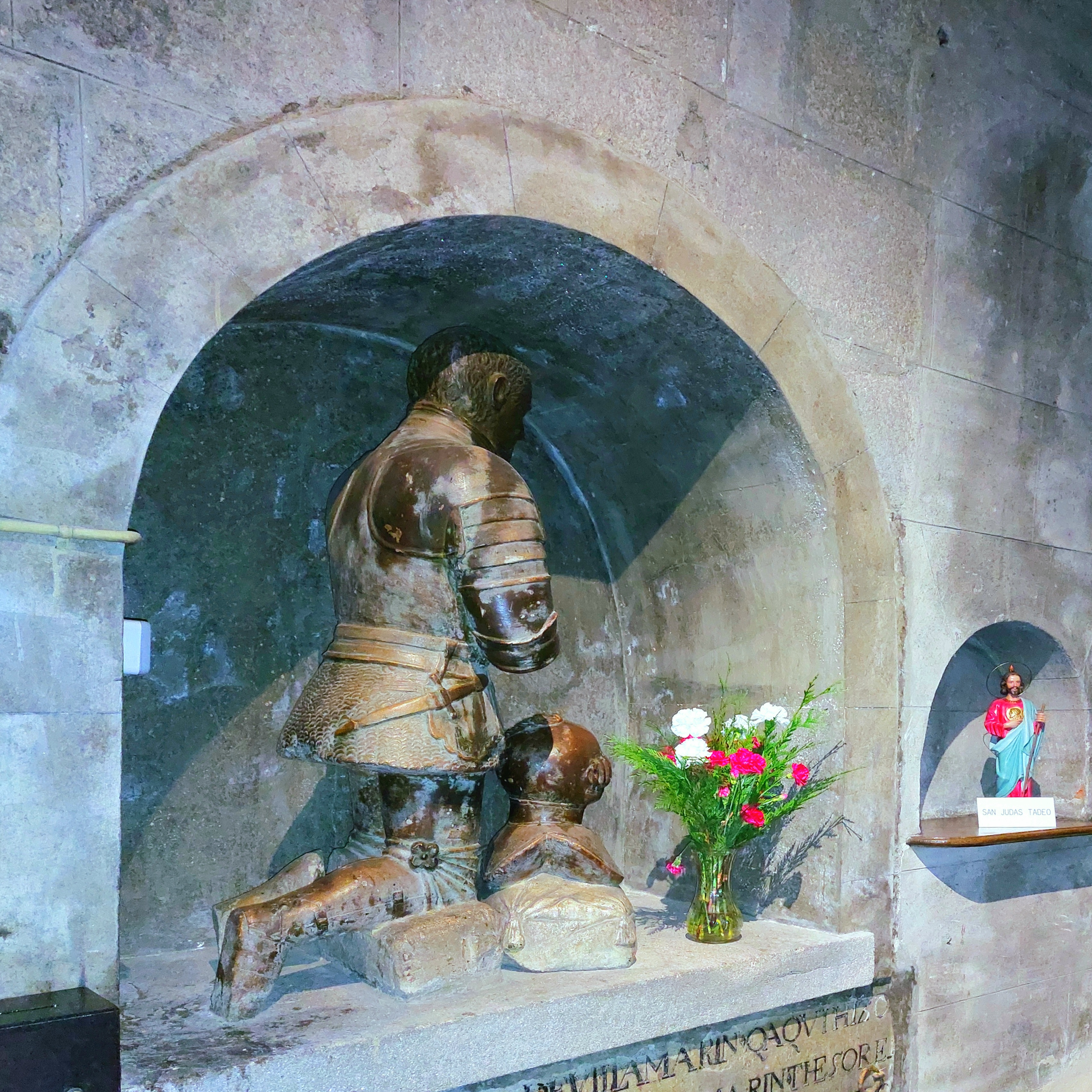
Sepulcro y estatua orante de un caballero con armadura y yelmo.
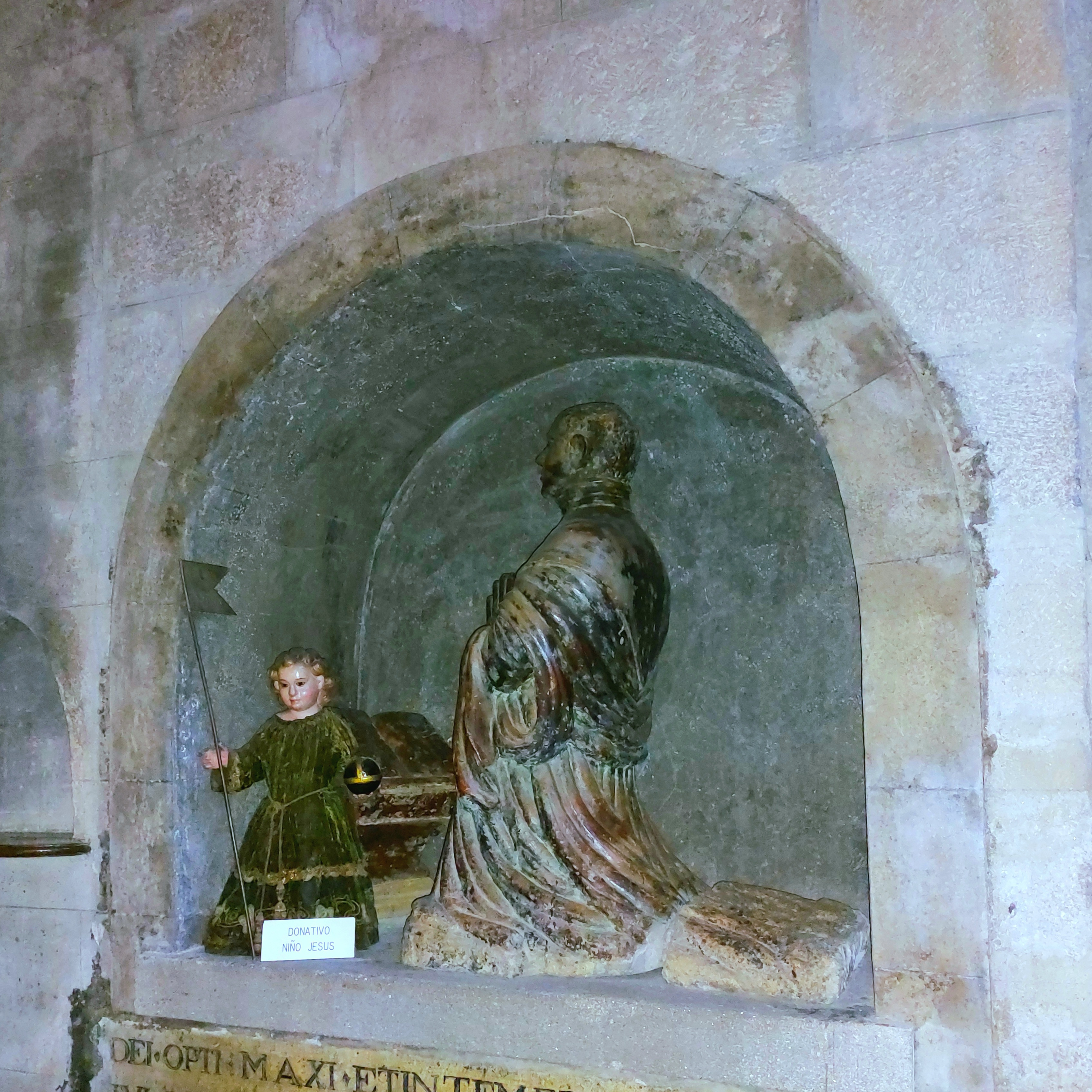
Sepulcro y estatua orante de Don Juan de Noboa y Villamarín.
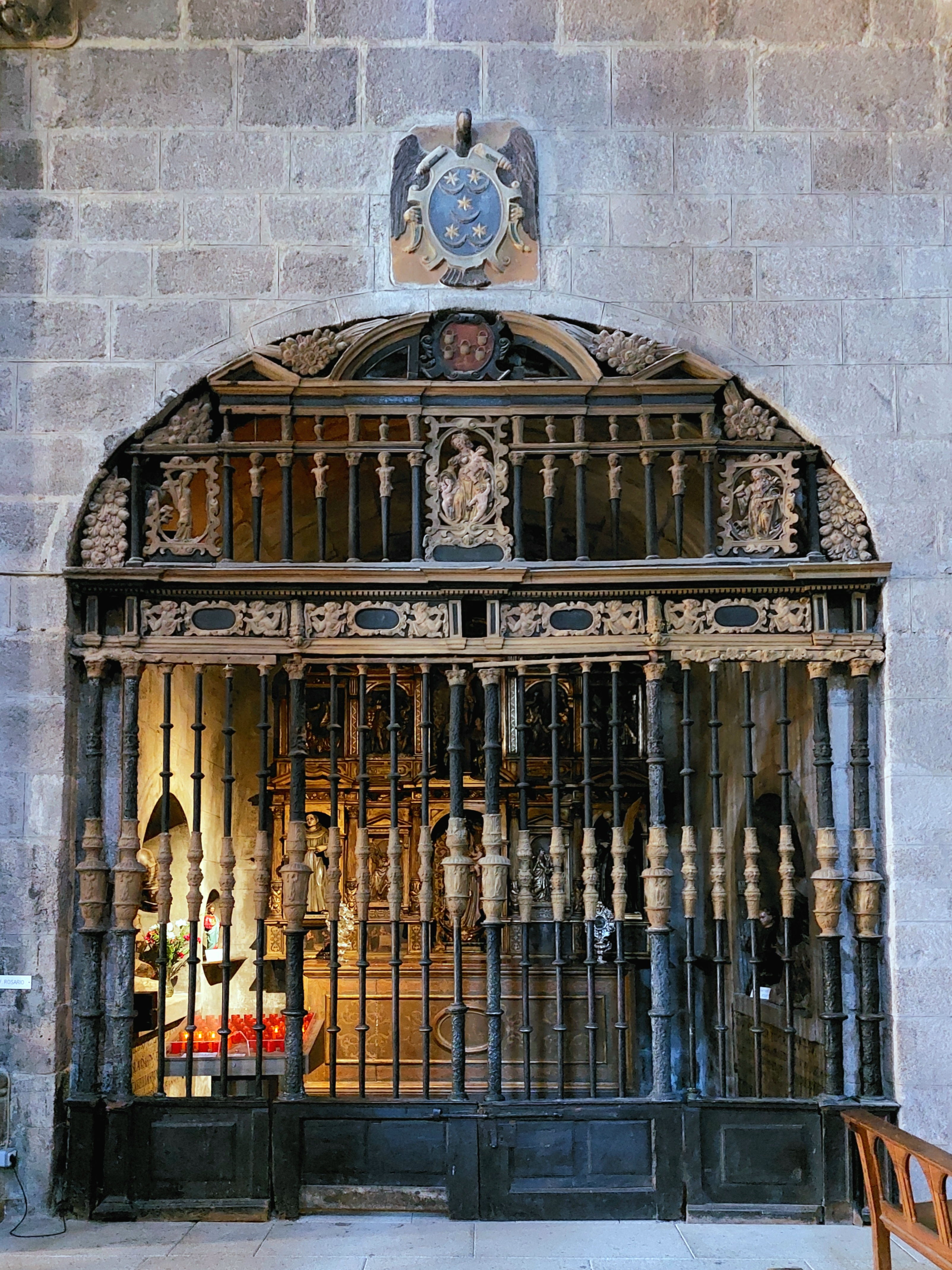
Capilla del Rosario y reja.
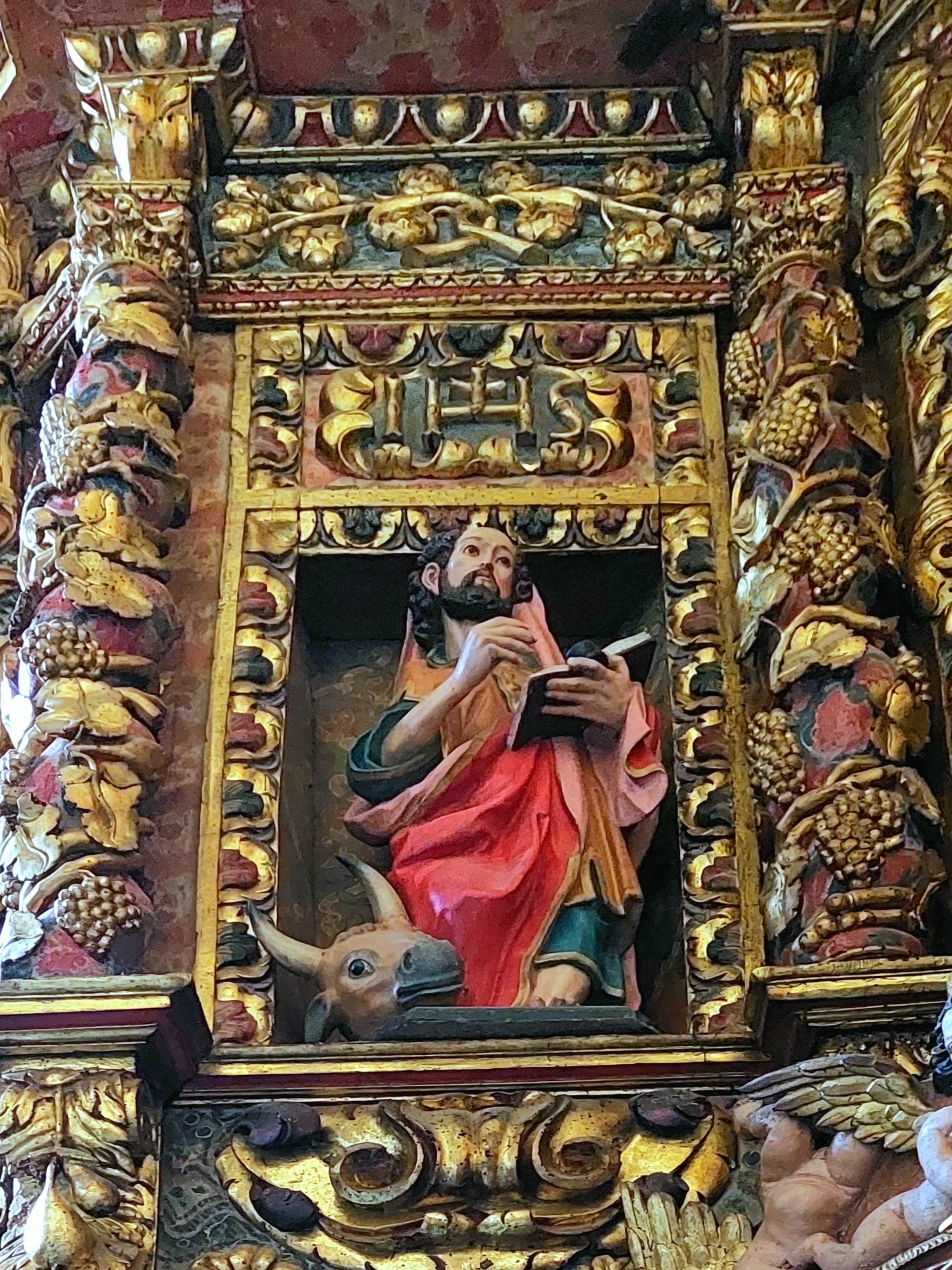
Talla de San Lucas en el retablo de San Juan.